# Rajon Schazk
Der Rajon Schazk (ukrainisch Шацький район/Schazkyj rajon; russisch Шацкий район/Schazki rajon) war ein Rajon in der Oblast Wolyn in der West-Ukraine. Zentrum des Rajons war die Siedlung städtischen Typs Schazk.

Flagge des Rajons

## Geographie
Der Rajon lag im Nordwesten der Oblast Wolyn und grenzte im Norden an Belarus (Breszkaja Woblasz mit Rajon Brest und Rajon Malaryta), im Nordosten an den Rajon Ratne, im Osten an den Rajon Stara Wyschiwka, im Süden an den Rajon Ljuboml sowie im Westen an Polen (Woiwodschaft Lublin). Ein Großteil der Fläche des ehemaligen Rajons umfasst den Nationalpark Schazk mit den Schazker Seen.

## Geschichte
Der Rajon entstand am 17. Januar 1940 nach der Besetzung Ostpolens durch die Sowjetunion, kam dann nach dem Beginn des Deutsch-Sowjetischen Krieges im Juni 1941 ins Reichskommissariat Ukraine in den Generalbezirk Brest-Litowsk/Wolhynien-Podolien, Kreisgebiet Luboml und nach der Rückeroberung 1944 wieder zur Sowjetunion in die Ukrainische SSR. Er bestand dann in kleinerer Form bis zum 30. Dezember 1962, als dem Rajon Ljuboml angeschlossen wurde. Am 3. Februar 1993 wurde er schließlich als Teil der heutigen Ukraine wiedergegründet.
Am 18. Juli 2020 kam es im Zuge einer großen Rajonsreform zum Anschluss des Rajonsgebietes an den Rajon Kowel.

## Administrative Gliederung
Auf kommunaler Ebene war der Rajon in 1 Siedlungsgemeinde und 6 Landratsgemeinden unterteilt, denen jeweils einzelne Ortschaften untergeordnet waren.
Zum Verwaltungsgebiet gehörten:
- 1 Siedlung städtischen Typs
- 30 Dörfer

### Siedlung städtischen Typs
| Siedlungen städtischen Typs | Siedlungen städtischen Typs | Siedlungen städtischen Typs | Siedlungen städtischen Typs |
| Name                        | Name                        | Name                        | Name                        |
| ukrainisch transkribiert    | ukrainisch                  | russisch                    | polnisch                    |
| --------------------------- | --------------------------- | --------------------------- | --------------------------- |
| Schazk                      | Шацьк                       | Шацк                        | Szack                       |

### Dörfer
| Dörfer                   | Dörfer            | Dörfer                                     | Dörfer            | Dörfer            |
| Name                     | Name              | Name                                       | Name              | Gemeindezuordnung |
| ukrainisch transkribiert | ukrainisch        | russisch                                   | polnisch          | Gemeindezuordnung |
| ------------------------ | ----------------- | ------------------------------------------ | ----------------- | ----------------- |
| Adamtschuky              | Адамчуки          | Адамчуки (Adamtschuki)                     | Adamczuki         | Hrabowe           |
| Chomytschi               | Хомичі            | Хомичи (Chomitschi)                        | Chomicze          | Schazk            |
| Chrypsk                  | Хрипськ           | Хрипск (Chripsk)                           | Chrypsk           | Rostan            |
| Hajiwka                  | Гаївка            | Гаевка (Gajewka)                           | -                 | Schazk            |
| Holjadyn                 | Голядин           | Голядин (Goljadin)                         | Holadyn           | Hrabowe           |
| Hrabowe                  | Грабове           | Грабово (Grabowo)                          | Grabów            | Hrabowe           |
| Kamjanka                 | Кам'янка          | Каменка (Kamenka)                          | Kamionka          | Pischtscha        |
| Koschary                 | Кошари            | Кошары                                     | Koszary           | Pulmo             |
| Krasnyj Bir              | Красний Бір       | Красный Бор (Krasny Bor)                   | Czerwony Bór      | Rostan            |
| Kropywnyky               | Кропивники        | Крапивники (Krapiwniki)                    | Kropiwniki        | Schazk            |
| Melnyky                  | Мельники          | Мельники (Melniki)                         | Mielniki          | Schazk            |
| Omelne                   | Омельне           | Омельно (Omelno)                           | Wysokie           | Switjas           |
| Ostriwja                 | Острів'я          | Островье (Ostrowje)                        | Ostrowie          | Pischtscha        |
| Pechy                    | Пехи              | Пехи (Pechi)                               | Piechy            | Schazk            |
| Pereschpa                | Перешпа           | Перешпа                                    | Pereszpa          | Rostan            |
| Pidmanowe                | Підманове         | Подманово (Podmanowo)                      | -                 | Switjas           |
| Pischtscha               | Піща              | Пища                                       | Piszcza           | Pischtscha        |
| Ploske                   | Плоске            | Плоское (Ploskoje)                         | Płoskie           | Schazk            |
| Poloschewe               | Положеве          | Положево (Poloschewo)                      | Położewo          | Schazk            |
| Prypjat                  | Прип'ять          | Припять (Pripjat)                          | Butmer            | Schazk            |
| Pulemez                  | Пулемець          | Пулемец                                    | Pulemiec          | Pulemez           |
| Pulmo                    | Пульмо            | Пульмо                                     | Pulmo             | Pulmo             |
| Rostan                   | Ростань           | Ростань                                    | Wólka Chrypska    | Rostan            |
| Salissja                 | Залісся           | Залесье (Salessje)                         | Zalesie           | Pulmo             |
| Samijlytschi             | Самійличі         | Самойличи (Samoilitschi)                   | Samojlicze        | Schazk            |
| Satyschschja             | Затишшя           | Затишье (Satischje)                        | Zacisze           | Pischtscha        |
| Smoljary-Switjaski       | Смоляри-Світязькі | Смоляры-Свитязские (Smoljary-Switjasskije) | Smolary Świtaskie | Hrabowe           |
| Switjas                  | Світязь           | Свитязь                                    | Świtaź            | Switjas           |
| Wilschanka               | Вільшанка         | Ольшанка (Olschanka)                       | Olszanka          | Pulmo             |
| Wilyzja                  | Вілиця            | Волица (Woliza)                            | Wilica            | Schazk            |